# Ferrovia Milano-Bologna
La ferrovia Milano-Bologna è la parte settentrionale del principale asse ferroviario nord-sud della rete ferroviaria italiana e collega il capoluogo regionale della Lombardia, Milano, con quello dell'Emilia-Romagna, Bologna.

## Storia

### Le origini
La linea ferroviaria Milano-Bologna nacque, per usare un'espressione di Silvio Gallio, come prodotto di ...un mondo ottocentesco stretto tra la "voglia di Italia" e la ricerca del quieto vivere, dilaniato fra la necessità riconosciuta di muoversi e migliorare e le necessità della politica internazionale...; risultò quindi dalla fusione di due linee preesistenti costruite in tempi e con scopi diversi mettendo in comunicazione il tratto Lombardo-Veneto che collegava Milano a Piacenza con la linea ex sabauda proveniente da Torino che, passando per Piacenza, a sud del Po, proseguiva per Parma e Bologna. All'atto della progettazione e dell'inizio dei lavori si trattava quindi di una serie di tratte ferroviarie internazionali vere e proprie che avrebbero dovuto tener presenti le rispettive priorità politiche e commerciali degli stati attraversati. Se la nascita delle tratte ferroviarie fu asservita ad obbiettivi e priorità differenti, il crollo degli equilibri e l'unificazione degli stati italiani del 1860 provocarono un ripensamento dell'itinerario principale che cambiò il suo punto di origine da quello di Torino a quello di Milano dando finalmente corpo alle aspirazioni a lungo frustrate delle istanze imprenditoriali del capoluogo lombardo. Il collegamento tra Milano e il Po a Piacenza era già stato oggetto nel 1837 di una serie di proposte progettuali quasi contemporanee a quelle di una ferrovia per Venezia.
Già nel mese di settembre del 1835, infatti, la camera di commercio di Venezia aveva chiesto l'autorizzazione a formare una società per la costruzione e l'esercizio di una linea ferroviaria da Venezia a Milano trovando tuttavia molte difficoltà per la concessione del "privilegio". Il governo asburgico poneva ostruzionismo e tendeva ad insabbiare qualsivoglia tipo di collegamento ferroviario che non fosse modellato secondo gli interessi politici e strategici dell'impero.
| Tratta           | Inaugurazione    |
| ---------------- | ---------------- |
| Piacenza-Bologna | 21 luglio 1859   |
| Milano-Piacenza  | 14 novembre 1861 |

La Lombardia ed il Veneto fino al 1859 erano ancora sotto il dominio dell'Austria che concepiva le concessioni per la costruzione di ferrovie non tanto dal punto di vista commerciale quanto nell'ottica di una rete che tenesse unite militarmente oltre che geograficamente le regioni dell'impero e i suoi alleati. Vedeva pertanto più utile un collegamento ferroviario che dall'asse delle sue fortezze del Quadrilatero scendesse a Reggio Emilia attraversando il Po a Borgoforte per poi proseguire in direzione di Bologna e Livorno, importante porto tirrenico, che le avrebbe permesso il controllo navale del nemico Regno di Sardegna con cui non voleva avere nulla a che fare neanche dal punto di vista commerciale.
Le aspirazioni milanesi ad uno sviluppo dei trasporti portarono alla prima, brevissima, ferrovia della regione, la Milano-Monza inaugurata solo nel 1840, mentre la seconda, la Padova-Mestre, inaugurata il 12 dicembre 1842, fu il primo passo nella realizzazione del sospirato collegamento per Venezia, linea fu terminata solo nel 1857.
In tale lasso di tempo, nello stato sabaudo, le linee si moltiplicavano; il più delle volte queste linee erano costruite direttamente dallo stato che ne vedeva l'importanza strategica, così, oltre al collegamento con Genova era chiara intenzione di molti, tra cui il Tatti, di promuovere il collegamento trasversale ovest-est tra Torino e il sistema portuale Brindisi/Otranto attraverso l'itinerario Piacenza-Parma-Bologna. L'esigenza del collegamento ferroviario era comunque sentita da più parti anche se permaneva il principale ostacolo formato dal contrasto dei diversi interessi statali, poiché per costruire la linea era necessario ottenere il concorde consenso degli stati attraversati. Nel 1851 si arrivò comunque alla firma della Convenzione fra alcuni Stati italiani per la costruzione della Strada Ferrata dell'Italia Centrale con la quale venne pure costituita una società per realizzarla che prese il nome di Società Anonima per la Strada Ferrata dell'Italia Centrale. La concessione della strada ferrata centrale italiana, tuttavia venne firmata a Vienna ben 5 anni dopo, il 17 marzo 1856. Il paragrafo 1 dell'atto firmato stabiliva: La strada ferrata centrale Italiana dovrà partirsi dalla sponda destra del Po presso Piacenza per congiungere con la linea più retta e normale questa città con Parma, Reggio, Modena e Bologna, donde per la valle del Reno attraverserà l'Appennino per quindi incontrare a Pistoja le strade ferrate Toscane. Un braccio della stessa strada dovrà inoltre staccarsi da Reggio e, toccata Guastalla e Luzzara, passare con apposito ponte il Po a Borgoforte, dove anderà a immettere nelle strade ferrate Lombardo-Venete per Mantova.
Intanto, nel 1859, anno in cui l'Austria dichiarò guerra al Piemonte, le due reti ferroviarie piemontese e austriaca, si erano avvicinate al punto che occorreva solo un ponte sul Ticino per collegare Torino e Milano.
Gli austriaci furono sconfitti e l'11 luglio 1859 firmarono l'armistizio di Villafranca; la Lombardia fu annessa al regno di Sardegna mentre il Veneto rimase territorio austriaco. In seguito a ciò la rete ferroviaria lombarda fu separata da quella austriaca e si delineò, pertanto, una differente definizione dei collegamenti da privilegiare e realizzare: non più in direzione di Venezia ma in direzione del centro della penisola e, soprattutto, dell'Adriatico. Nel trattato di pace, firmato a Zurigo nel 1860, fu compresa anche una convenzione da cui ebbero origine la Società delle Strade Ferrate della Lombardia e dell'Italia Centrale e la Società delle Strade Ferrate dell'Austria meridionale e del Veneto Ambedue le società avviarono presto la costruzione di nuove linee e il completamento di altre: il 21 luglio 1859 era stata inaugurata la Piacenza-Bologna, di 146 km, mentre il 14 novembre 1861 venne inaugurato il tratto Milano-Piacenza, lungo 68 km, che prevedeva il transito su un ponte provvisorio in palafitte all'americana, in legno, sul fiume Po.
Nel 1863 una piena del fiume spazzò via le strutture del ponte provvisorio e la linea rimase interrotta per vario tempo; l'evento, inoltre, danneggiò anche il cantiere per la realizzazione del ponte definitivo, nonché alcune strutture accessorie del cantiere. A seguito della calamità, il ponte provvisorio venne ricostruito parallelamente ai lavori per il completamento del viadotto definitivo, il quale venne inaugurato il 3 settembre 1865 con una cerimonia a cui partecipò il re Vittorio Emanuele II, a cui venne dedicata l'infrastruttura.

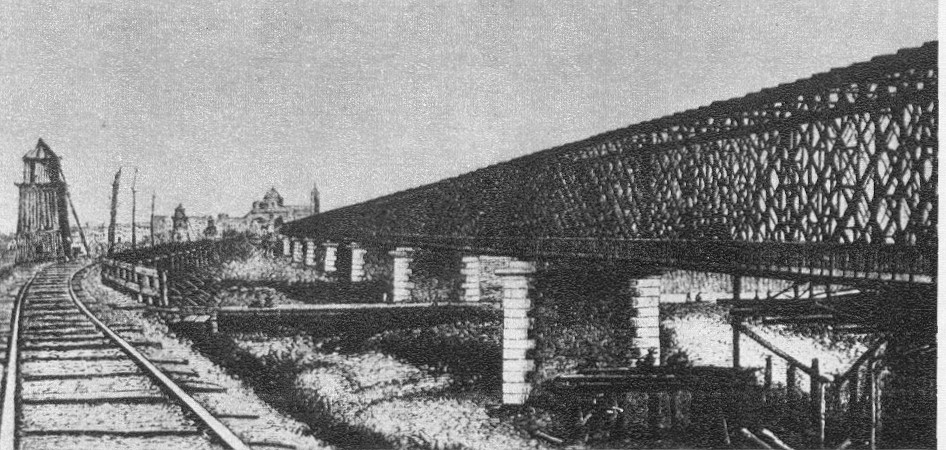
Il lungo ponte a travata metallica sul fiume Po

Piacenza, intanto, con l'apertura della linea per Alessandria, era stata già collegata nel gennaio 1860 alla rete piemontese permettendo la realizzazione dell'importante dorsale Torino-Bologna-Ancona che venne ultimata nel 1861; la Porrettana, tra Bologna e Pistoia con proseguimento verso Firenze, venne invece aperta al traffico il 3 novembre 1864.
Nel 1865 le tante piccole società esercenti vennero accorpate in cinque grandi società che ne rilevarono mezzi e linee e con le quali vennero stipulate nuove concessioni. La Società delle Strade Ferrate della Lombardia e dell'Italia Centrale venne fusa con le Strade Ferrate dello Stato Piemontese ed altre linee private minori, assumendo il nome di Strade Ferrate dell'Alta Italia (SFAI), società controllata dal ramo parigno di Casa Rotschild, con 2092 km di linee in esercizio e 300 km in costruzione o progetto.
Nel 1871, con l'apertura al traffico ferroviario del traforo del Frejus, sulla linea, nel tratto da Piacenza a Bologna, venne instradato il treno postale, denominato La Valigia delle Indie, che settimanalmente collegava Londra e Parigi via Modane e Torino con Ancona e Brindisi, dove trovava coincidenza con i piroscafi per l'India via canale di Suez. Il servizio divenne anche passeggeri a partire dal 1879 e successivamente inoltrò anche vetture letti della CIWL (Compagnie Internationale des Wagon Lits) previo accordo con l'esercente della linea, la SFAI. La velocità commerciale del treno, tuttavia rimaneva bassa, circa 40 km/h date le condizioni di armamento della linea e dei ponti.
La parte di itinerario da Milano a Piacenza agli inizi non fu molto utilizzata, se non ad uso prettamente locale, in quanto si preferiva effettuare la relazione ferroviaria diretta tra le "capitali" Torino, Firenze e Roma. Solo a partire dal 1880 ebbe inizio un collegamento diretto giornaliero tra Milano e Roma: il diretto "1". Alla fine del secolo erano in essere una decina di collegamenti diretti da Milano nei due sensi di marcia.
Il 2 luglio 1883, con l'inaugurazione del tratto Parma-Fornovo, aveva inizio la realizzazione del collegamento della linea con la Spezia e il Tirreno, attraverso Pontremoli, inaugurato nell'agosto 1894.
L'accorpamento e la successiva divisione delle ferrovie della penisola in grandi società, tra cui la SFAI, diede comunque origine a molti più problemi di quanti ne risolvesse: in particolare la SFAI, che nel frattempo aveva cambiato il proprio nome in Ferrovie dell'Alta Italia, si trovo in cattive condizioni economiche, venendo definitivamente nazionalizzata nel 1878. Nel 1885 le ferrovie peninsulari furono divise in Rete Mediterranea e Rete Adriatica; la Milano–Bologna venne interamente compresa nella Rete Adriatica, con la tratta Piacenza–Parma gestita in comunione con la Rete Mediterranea.
A partire dal 1890 sulla linea venne instradato il treno di lusso Peninsular and Oriental Express da Londra a Brindisi, autorizzato a circolare fino alla velocità di 80 km/h. La linea fu poi raddoppiata iniziando dalla tratta Piacenza–Parma, concessa in comune ad entrambe le società. I lavori iniziati nel 1866 ebbero termine nel 1894.

### La linea sotto l'esercizio FS

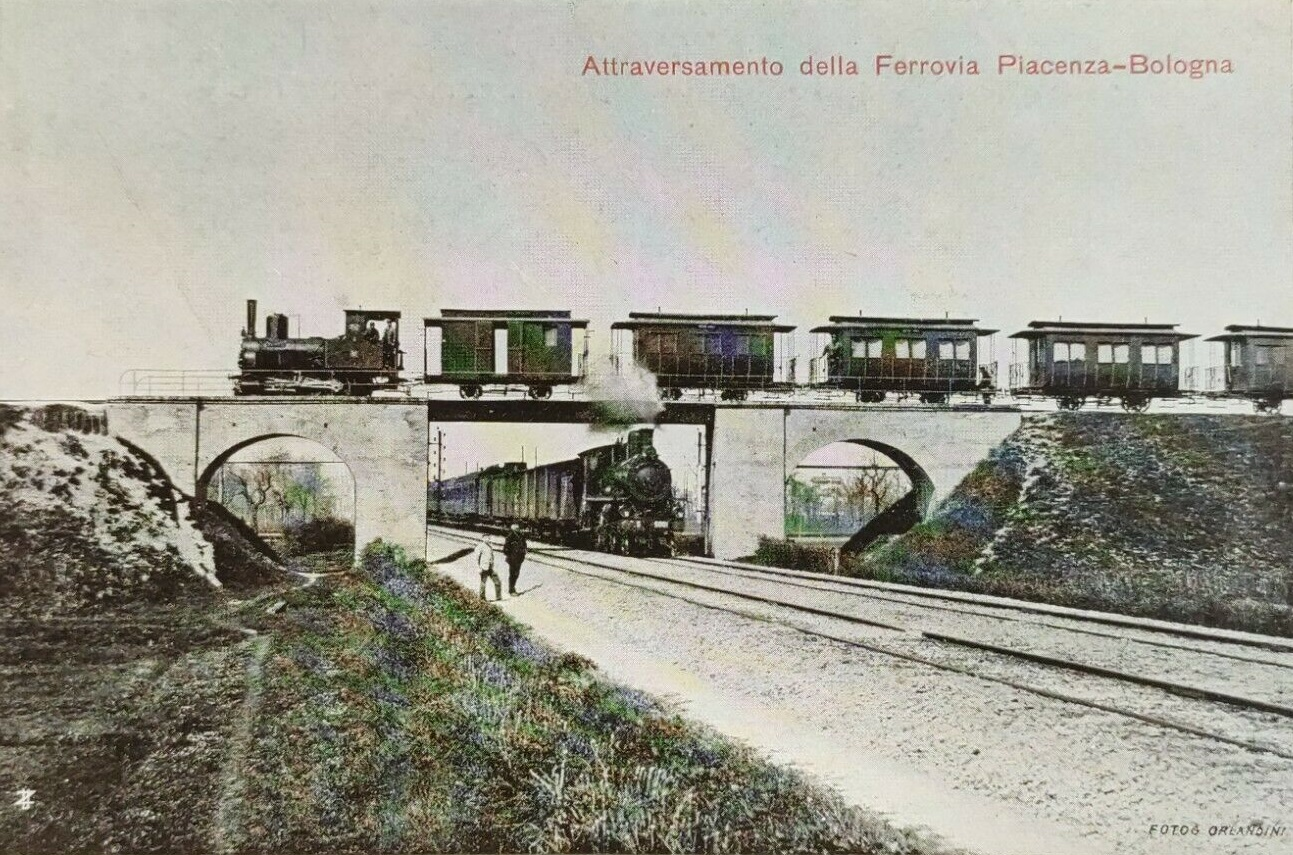
Attraversamento della ferrovia Modena-Mirandola sopra la ferrovia Piacenza-Bologna

Nel 1905 la rete ferroviaria italiana venne nazionalizzata con la costituzione dell'Azienda autonoma per l’esercizio delle Ferrovie Italiane, sottoposta al controllo del ministero dei lavori pubblici. Alla loro costituzione le Ferrovie dello Stato ereditarono un patrimonio quanto mai eterogeneo di rotabili dalle vecchie società concessionarie. In condizioni ancora più disastrate era l'armamento, anch'esso eterogeneo e in cattive condizioni di manutenzione. Per uniformare i regolamenti e disciplinare il personale venne creata una Direzione Generale con Sede in Roma, mentre in periferia vennero istituite 8 Direzioni Compartimentali. La velocità massima raggiungibile sulla linea, e solo da treni di materiale speciale, era di 80 km/h con rallentamenti nell'attraversamento di ponti e punti particolari. Per quanto riguarda la linea Milano-Bologna si dovette quindi procedere al rifacimento di ponti e viadotti, binari e scambi di stazione, segnalamento e apparecchiature di sicurezza.
Solo a seguito di ciò poterono essere usate a partire dalla metà degli anni dieci le nuove e potenti Pacific italiane, le locomotive a vapore 690 progettate specificamente per linee di pianura e caratterizzate da maggiore velocità che, però, avevano un peso assiale molto elevato per la rete italiana dell'epoca. L'adeguamento tecnico della linea permise negli anni venti la loro circolazione ad una velocità massima di 100 km/h alla testa dei treni più prestigiosi e veloci. Solo nel 1929 la linea risultò adeguata al carico di 20 t per asse con rallentamento a 20 km/h sul lungo ponte in ferro di Piacenza che perdurò fino alla sua sostituzione con quello nuovo. In seguito al potenziamento la velocità commerciale raggiunse la media di 87 km/h.
La Milano-Bologna fu, a partire dal 1927, la sede del primo importante esperimento di ripetizione dei segnali in macchina secondo il sistema a boe magnetiche ideato dall'ingegner Gino Minucciani. Al primo, riuscito, esperimento fece seguito, nel 1928 l'attrezzatura dell'intera linea fino a Bologna per la ripetizione dei segnali a due condizioni: via impedita e via libera con intervento del sistema di frenatura rapida in caso di mancato rispetto da parte del macchinista. Le locomotive del gruppo 690 vennero, a tale scopo, dotate del sistema di sicurezza a bordo.
Gli anni venti furono anche quelli in cui si dovette procedere all'adeguamento del nodo di Bologna dato che il traffico sempre crescente sulla linea diventata ormai asse primario delle rete ferroviaria italiana aveva ormai saturato le capacità ricettive delle stazioni di Bologna.

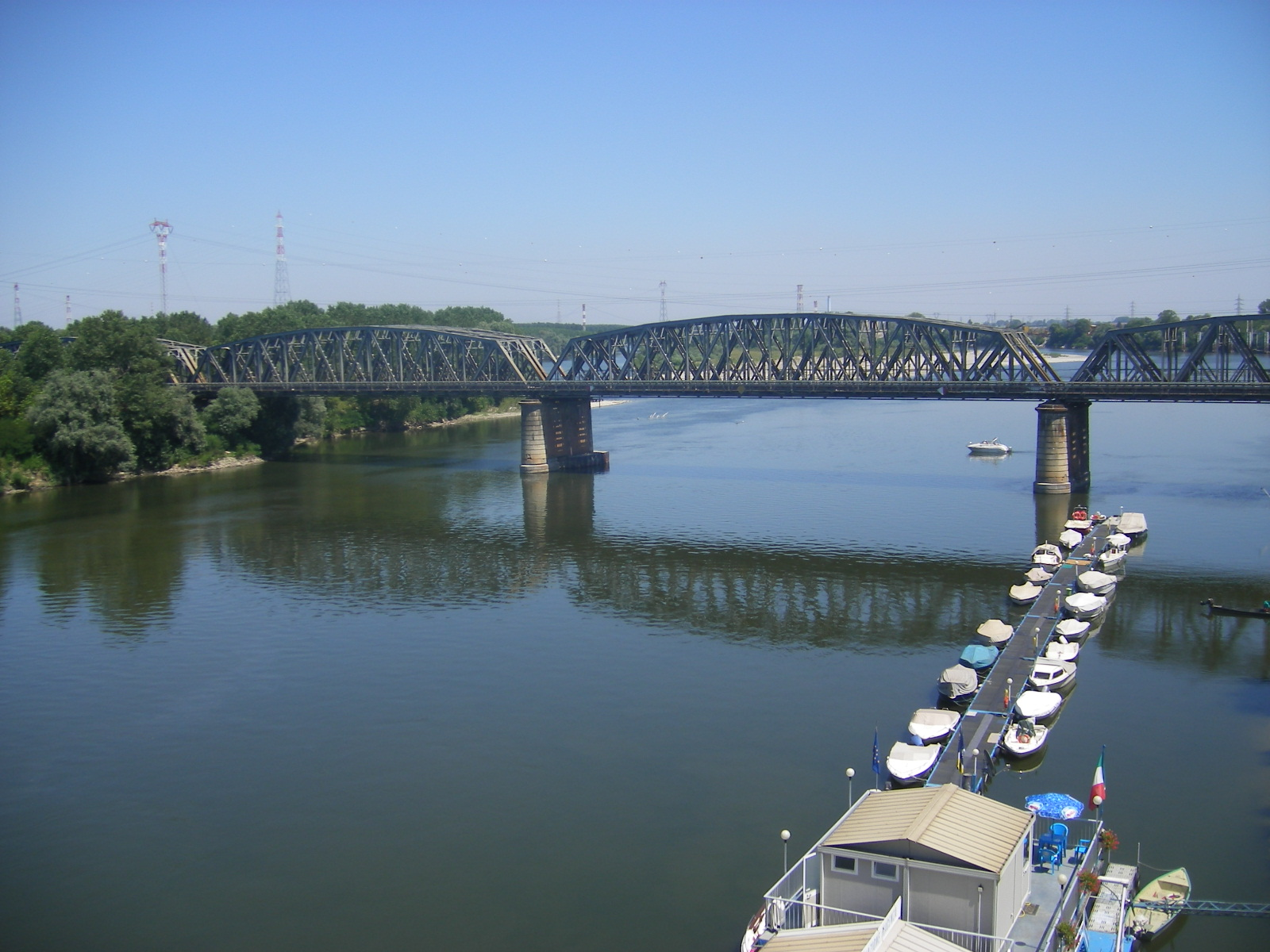
Il ponte sul fiume Po costruito nel 1931 e ricostruito dopo la seconda guerra mondiale.

Alla fine degli anni venti l'esercizio a vapore cominciò a mostrare i suoi limiti, soprattutto in funzione dei costi di esercizio sempre più elevati e dei limiti potenziali del sistema, così venne presa la decisione di elettrificare la linea. Venne scelto il sistema a 3000 V a corrente continua dato l'ottimo risultato conseguito nelle precedenti esperienze e nonostante la linea Bologna-Firenze fosse già elettrificata a corrente alternata trifase, ciò anche in prospettiva dell'entrata in esercizio della nuova "direttissima" per Firenze. L'elettrificazione della linea venne inaugurata nell'ottobre 1938.
In seguito all'elettrificazione della linea, nel 1938 il sistema di ripetizione segnali Minucciani venne soppresso perché si ritenne troppo costoso installarlo anche sui locomotori elettrici. Venne invece sperimentata su un tratto di linea attorno al km 110 una apparecchiatura di blocco automatico a conta assi ideata dallo stesso ingegner Minucciani che, pur avendo avuto esito positivo, non ebbe seguito a causa delle mutate politiche aziendali di spesa nel periodo che privilegiarono la velocità e la puntualità dei treni, di largo impatto propagandistico rispetto all'innovazione in dispositivi di sicurezza, di scarso effetto in tal senso.
Nel 1939 l'ETR 212 percorse la tratta Milano-Bologna in soli 77 minuti, mentre nell'orario normale per i treni di linea il viaggio durava 105 minuti.

### Lavori di potenziamento
Nel 1991 venne attivata una variante di tracciato fra la stazione di Milano Rogoredo e la fermata di San Giuliano Milanese, sulla quale vennero realizzate le due nuove fermate di Borgolombardo e San Donato Milanese (quest'ultima attivata solo nel 2003). Tale variante fu necessaria per consentire la costruzione della "linea veloce" sulla vecchia sede della linea storica.
Nel 1997 fu attivato il quadruplicamento del tratto tra la stazione di Milano Rogoredo e il bivio Sordio, posto poco prima della fermata di San Zenone al Lambro. Tuttavia, a causa del blocco dei lavori di ampliamento della stazione di Milano Rogoredo, non fu possibile potenziare adeguatamente i servizi ferroviari, in particolare il previsto servizio ferroviario suburbano.
Nel 2002 iniziarono i lavori per la realizzazione della linea ad alta velocità Milano-Bologna, innestata presso il comune di San Zenone al Lambro al tratto già quadruplicato. La linea AV fu inaugurata nel 2008, dopo che già il 29 maggio 2005 era stata attivata l'interconnessione di Tavazzano.
Dal 13 dicembre 2009 la tratta da Milano Rogoredo a Lodi è percorsa dai treni della linea S1 del servizio ferroviario suburbano di Milano.

## Caratteristiche
La linea ferroviaria è a doppio binario a scartamento da 1435 mm è elettrificata, a corrente continua a 3000 v, supporta un peso assiale di 22,5 t per asse, ha una pendenza massima nel tratto lombardo del 12‰ e ammette una velocità massima di 180 km/h.

### Percorso

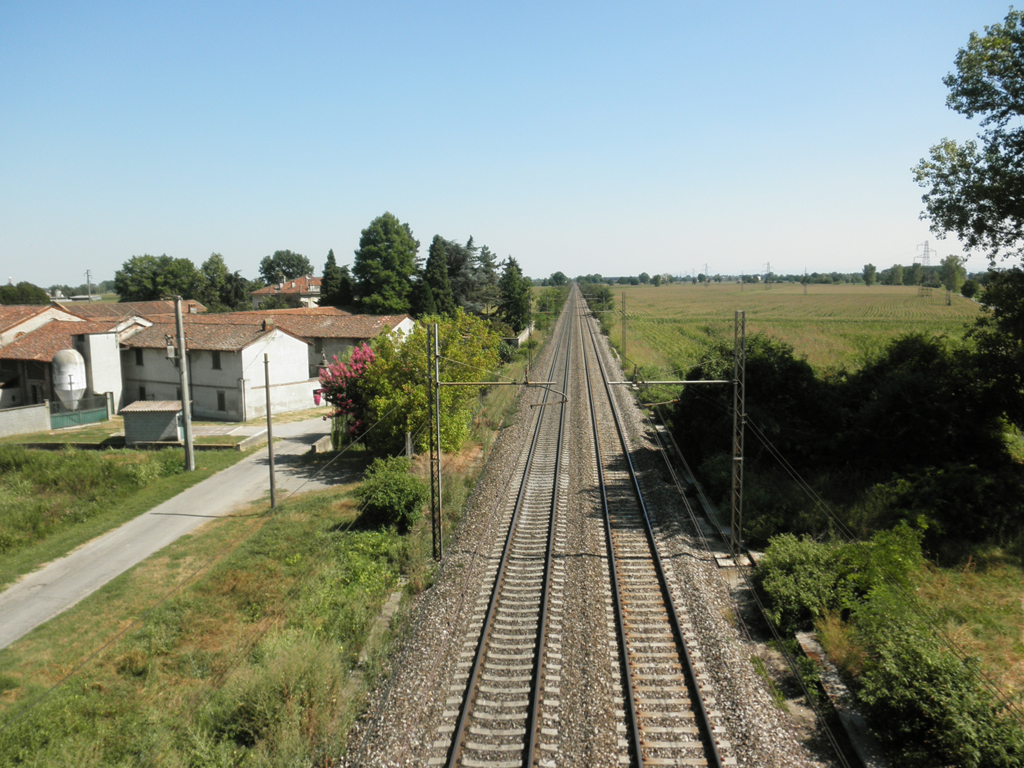
La ferrovia nei pressi di Mairago (LO)

| Unknown route-map component "uexCONTgq" | Unknown route-map component "vKBHFa" | Unknown route-map component "uexCONTfq" |

|  |  | Unknown route-map component "vSTR-ABZgl" | Unknown route-map component "vABZq+rl" | Unknown route-map component "dABZq+l" | Unknown route-map component "dCONTfq" |

|  |  | Unknown route-map component "vSTR" | Unknown route-map component "vSTR-ABZg+l" | Unknown route-map component "dKRZu" | Unknown route-map component "dCONTfq" |

|  |  | Unknown route-map component "vSTR-ABZg+l" | Unknown route-map component "vSHI1l-STRro" | Unknown route-map component "dSTR" | Unknown route-map component "d" |

|  |  | Unknown route-map component "vSTR" | Unknown route-map component "ABZgl" | Unknown route-map component "dKRZu" | Unknown route-map component "dCONTfq" |

|  |  | Unknown route-map component "vSTR-ABZg+l" | Unknown route-map component "ABZql" | Unknown route-map component "dABZql" | Unknown route-map component "dCONTfq" |

| Unknown route-map component "uexCONTgq" | Unknown route-map component "vBHF" | Unknown route-map component "uexCONTfq" |

| Unknown route-map component "exdCONTgq" | Unknown route-map component "exSTR+r" | Unknown route-map component "d" | Unknown route-map component "vSTR-ABZgl" | Unknown route-map component "SPLa+r" |  |

| Unknown route-map component "exSTR" | Unknown route-map component "d" | Unknown route-map component "vSTR" | Unknown route-map component "vSTR-DST" | Unknown route-map component "d" |

| Unknown route-map component "exSTR" | Unknown route-map component "d" | Unknown route-map component "vSTR" | Unknown route-map component "vSTR-STRl" | Unknown route-map component "dCONTfq" |

| Unknown route-map component "exSTR" | Unknown route-map component "d" | Unknown route-map component "vSTR-ABZl+xl" | Unknown route-map component "dKRZu" | Unknown route-map component "CONTfq" |

| Unknown route-map component "exABZgl+l" | Unknown route-map component "exdSTRq" | Unknown route-map component "xvSHI1l-STRr" | Unknown route-map component "dSTR" |  |

| Unknown route-map component "exdSTR" | Unknown route-map component "vSTR+l-" | Unknown route-map component "hdKRZa" | Unknown route-map component "KRZo" | Unknown route-map component "dCONTfq" |

| Unknown route-map component "exdSTR" | Unknown route-map component "vSTR-STR+l" | Unknown route-map component "hdKRZe" | Unknown route-map component "ABZqr" | Unknown route-map component "dCONTfq" |

| Unknown route-map component "uexCONTgq" | Unknown route-map component "exdSTR" | Unknown route-map component "vHST" | Unknown route-map component "dSTR" | Unknown route-map component "uexCONTfq" | Unknown route-map component "cd" | Unknown route-map component "cd" |

| Unknown route-map component "dCONTgq" | Unknown route-map component "xdKRZ" | Unknown route-map component "dABZr+r" | Unknown route-map component "vÜSTl" |  |  |

| Unknown route-map component "cd" + Unknown route-map component "exKBHFaq" | Unknown route-map component "exdKRZu" | Unknown route-map component "vSTR-eABZgr+r" | Unknown route-map component "vSHI2gl-" | Unknown route-map component "cd" |  |

| Unknown route-map component "exdSTR" | Unknown route-map component "vÜWBr" | Unknown route-map component "vSTR" |  |

| Unknown route-map component "dCONTgq" | Unknown route-map component "edABZql" | Unknown route-map component "vABZgr+r-STR" | Unknown route-map component "vSTR" | Unknown route-map component "d" |  |

| Unknown route-map component "dSHI2l" | Unknown route-map component "dSHI2gl+r" | Unknown route-map component "dSHI2gl+r" | Unknown route-map component "dSHI2g+r" | Unknown route-map component "d" |

| Unknown route-map component "uexCONTgq" | Unknown route-map component "dKBHFe-L" | Unknown route-map component "vBHF-R" | Unknown route-map component "uexCONTfq" |

| 9+567   |
| 208+751 |

| Unknown route-map component "d" | Unknown route-map component "uexCONTgq" | Unused transverse waterway + Unknown route-map component "vSTR" | Unknown route-map component "uexCONTfq" |

| Unknown route-map component "d" | Unknown route-map component "vSKRZ-Au" |

| Unknown route-map component "xdvCONTgq" | Unknown route-map component "exSTRq-" + Unknown route-map component "-SHI2glq" | Unknown route-map component "vABZgrg-ABZgrfo" |  |

| Unknown route-map component "d" | Unknown route-map component "vSKRZ-Au" |

| Unknown route-map component "d" | Unknown route-map component "vHST-STR" |

| Unknown route-map component "d" | Unknown route-map component "vÜSTxr" |

| Unknown route-map component "d" | Unknown route-map component "vHST-STR" |

| Unknown route-map component "vSTR+l-" | Unknown route-map component "dKRZu" | Unknown route-map component "vSTRr-" |

| Straight track | Stop on track |  |

| Unknown route-map component "BS2l" | Station on track + Unknown route-map component "BS2c3" |  |

| Unknown route-map component "uexCONTgq" | Unknown route-map component "emvKRZo" | Unknown route-map component "uexCONTfq" | Unknown route-map component "d" |

| Unknown route-map component "dWASSERq" | Unknown route-map component "dWBRÜCKE" | Unknown route-map component "dWBRÜCKE" | Unknown route-map component "dWASSERq" | Unknown route-map component "d" |

| Unknown route-map component "vSKRZ-Au" | Unknown route-map component "d" |

| Unknown route-map component "vÜSTxl" | Unknown route-map component "d" |

| Unknown route-map component "v-SHI2gr" | Unknown route-map component "dSTR" |  |

| Unknown route-map component "vÜSTur" | Unknown route-map component "dHST" |  |

| Unknown route-map component "dSTRc2" | Unknown route-map component "v-STR3" | Unknown route-map component "vÜSTu+l" |  |  |

| Unknown route-map component "dCONT1-" | Unknown route-map component "STRc4" | Unknown route-map component "v-SHI2g+r" |  |  |

| Station on track |

| (28+095) |
| 190+409  |

| Small bridge over water |

| Station on track |

| Unknown route-map component "uexCONTgq" | Unknown route-map component "emKRZ" | Unknown route-map component "uexCONTfq" |

| Small bridge over water |

| Station on track |

| Unknown route-map component "CONTgq" | Unknown route-map component "ABZg+r" |  |

| Station on track |

| Station on track |

|  | Unknown route-map component "ABZgl" | Unknown route-map component "CONTfq" |

| Unknown route-map component "HSTeBHF" |

| Unknown route-map component "dCONTgq" | Unknown route-map component "kABZq2" | Unknown route-map component "KRZu+k3" | Transverse track | Unknown route-map component "dCONTfq" |

| Unknown route-map component "kABZg+4" |

| Unknown route-map component "SKRZ-Au" |

| Unknown route-map component "hKRZWae+GRZq" |

| Unknown route-map component "SKRZ-Au" |

| Unknown route-map component "CONTgq" | Transverse track | Unknown route-map component "ABZg+r" |  |  |

| Unknown route-map component "exKBHFa" | Unknown route-map component "BHFSPLa" |  |

| Unknown route-map component "exSHI3g+l" | Unknown route-map component "veSHI3gr-STR" |  |

| Unknown route-map component "exCONTgq" | Unknown route-map component "exSTRr" | Unknown route-map component "vSTR" |  |  |

|  | Unknown route-map component "vSHI1l-STRl" | Unknown route-map component "CONTfq" |

| Small bridge over water |

| Station on track |

| Small bridge over water |

| Unknown route-map component "HSTeBHF" |

| Small bridge over water |

| Station on track |

| Unknown route-map component "eBHF" |

| Small bridge over water |

| Unknown route-map component "CONTgq" | Unknown route-map component "ABZg+lr" | Unknown route-map component "CONTfq" |

| Unknown route-map component "uexCONTgq" | Unknown route-map component "uexSTR+r" | Straight track |  |  |

| Unknown route-map component "uexBHF" | Station on track |  |

|  | Unknown route-map component "uexSTRl" | Unknown route-map component "emKRZo" | Unknown route-map component "uexCONTfq" |  |

| Unknown route-map component "CONTgq" | Unknown route-map component "ABZgr" |  |

| Unknown route-map component "eHST" |

| Station on track |

| Unknown route-map component "SKRZ-Au" |

|  | Unknown route-map component "ABZgl" | Unknown route-map component "KDSTeq" |

| Unknown route-map component "uexCONTgq" | Unknown route-map component "uexSTR+r" | Unknown route-map component "eHST" |  |  |

|  | Unknown route-map component "uexABZg+l" | Unknown route-map component "emKRZo" | Unknown route-map component "uexCONTfq" |  |

|  | Unknown route-map component "uexBHF" | Straight track |  |  |

|  | Unknown route-map component "uexhKRZWae" | Unknown route-map component "hKRZWae" |  |  |

|  | Unknown route-map component "uexABZg+l" | Unknown route-map component "emKRZo" | Unknown route-map component "uexCONTfq" |  |

|  | Unknown route-map component "uexBHF" | Straight track |  |  |

| Unknown route-map component "CONTgq" | Unused waterway under railway bridge | Unknown route-map component "vSTR+r-SHI1+r" |  |  |

| Unknown route-map component "dWASSERq" | Unknown route-map component "uexWBRÜCKE1" | Unknown route-map component "vWBRÜCKE1" | Unknown route-map component "dWASSERq" |  |

| Unknown route-map component "uexdCONTgq" | Unknown route-map component "uexABZg+r" | Unknown route-map component "vSTR" | Unknown route-map component "d" |  |

| Unknown route-map component "uexBHF" | Unknown route-map component "BHFSPLe" |  |

| Unknown route-map component "uexKRWgl" | Unknown route-map component "uexKRWg+r" + Straight track |  |

| Unknown route-map component "uexBHF" | Non-passenger station/depot on track |  |

| Unknown route-map component "uexCONTgq" | Unknown route-map component "uexSTRr" | Straight track |  |  |

|  | Unknown route-map component "ABZgl" | Unknown route-map component "CONTfq" |

| Unknown route-map component "eHST" |

| Small bridge over water |

| Station on track |

| Unknown route-map component "eBHF" |

| Small bridge over water |

| Unknown route-map component "CONTgq" | Unknown route-map component "vSTR+r-SHI1+r" |  |

|  | Unknown route-map component "veHST-STR" |

|  | Unknown route-map component "vSTR-ABZg+l" | Unknown route-map component "CONTfq" |

| Unknown route-map component "vBHF" |

|  | Unknown route-map component "vSHI1l-STRl" | Unknown route-map component "CONTfq" |

| Unknown route-map component "CONTgq" | Unknown route-map component "ABZgr" |  |

| Unknown route-map component "eBHF" |

| Station on track |

| Unknown route-map component "hKRZWae" |

|  | Unknown route-map component "xKRWgl" | Unknown route-map component "KRW+r" |

|  | Unknown route-map component "exSTR" | Non-passenger station/depot on track |

| 45+049 |
| 45+700 |

|  | Unknown route-map component "exSKRZ-Au" | Unknown route-map component "SKRZ-Au" |

|  | Unknown route-map component "exSTR" | Unknown route-map component "eHST" |

|  | Unknown route-map component "exSTR" | Enter and exit tunnel |

|  | Unknown route-map component "exSTR" | Non-passenger station/depot on track |

|  | Unknown route-map component "xKRWg+l" | Unknown route-map component "KRWgr" |

|  |  | Unknown route-map component "ABZg+l" | Unknown route-map component "ABZql" | Unknown route-map component "CONTfq" |

| Unknown route-map component "BHFSPLa" |

|  |  | Unknown route-map component "vSTR-xABZgl" | Unknown route-map component "xABZq+rxl" | Unknown route-map component "exCONTfq" |

| Unknown route-map component "CONTg@Gq" | Unknown route-map component "dKRZu" | Unknown route-map component "xdKRZu" | One way rightward |

|  | Unknown route-map component "xvSTR-STRl" | Unknown route-map component "exCONTfq" |

| Unknown route-map component "hKRZWae" | Unknown route-map component "d" |

| Station on track | Unknown route-map component "d" |

| Unknown route-map component "uexCONTgq" | Unknown route-map component "emABZgr" | Unknown route-map component "d" |  |

|  | Unknown route-map component "vSTR-STR+l" | Unknown route-map component "CONTfq" |

| Unknown route-map component "vÜSTl" |

| Unknown route-map component "vHST-STR" |

| Unknown route-map component "vHST-STR" |

| Unknown route-map component "vÜSTr" |

| Unknown route-map component "vDST-STR" |

|  | Unknown route-map component "vABZgl-STRo" | Unknown route-map component "CONTfq" |

| Unknown route-map component "vSKRZ-Au" |

| Unknown route-map component "vSKRZ-Au" |

|  | Unknown route-map component "vSTR-ABZg+l" | Unknown route-map component "CONTfq" |

| Unknown route-map component "SPLe" |

| Unknown route-map component "CONTgq" | Unknown route-map component "ABZgxr+r" |  |

| Unknown route-map component "hKRZWae" |

| Non-passenger station/depot on track |

|  | Unknown route-map component "ABZgl" | Unknown route-map component "CONTfq" |

|  | Unknown route-map component "ABZg+l" | Unknown route-map component "CONTfq" |

| Station on track |

| Unknown route-map component "CONTgq" | Unknown route-map component "ABZgr" |  |

| Continuation forward |

La linea inizia presso la stazione di Milano Centrale e percorre la linea di cintura, in comune con le ferrovie per Venezia e per Genova, attraversando le stazioni di Milano Lambrate (dove si separa dalla linea per Venezia), Milano Forlanini e Milano Rogoredo, dove si separa dalla linea per Genova. Tra Rogoredo e San Giuliano Milanese, a partire dal 1991 la linea è stata raddoppiata con la realizzazione della linea veloce nel tratto storico e l'apertura delle stazioni di San Donato Milanese (poi effettivamente aperta solo nel 2003) e Borgolombardo.
A partire dal 1997 la linea è stata quadruplicata fino al bivio Sordio (posto prima di San Zenone al Lambro), con la costruzione di una variante che evita l'attraversamento della città di Melegnano e che è in comune con la linea ad alta velocità. Poco dopo Melegnano la linea storica e la variante superano il fiume Lambro con due ponti separati. Dopo San Zenone si incontra la stazione di Tavazzano che, dal 2005 è punto di diramazione dell'Interconnessione di Tavazzano, che collega la linea storica con quella ad alta velocità.
Il tratto tra Casalpusterlengo e Codogno è in comune con la ferrovia Pavia-Cremona. Dopo la stazione di Santo Stefano Lodigiano, la ferrovia oltrepassa il Po con il ponte situato a Piacenza e costruito nel biennio 1931-1932, in sostituzione del precedente a binario singolo realizzato nel 1865; esso è composto di 11 coppie di travate in ferro, ad arco superiore parabolico, sei di queste hanno luce di 74,52 m, e cinque di 61,02 m. A Piacenza si diramano le linee per Alessandria e Cremona.
Nei pressi della città sono presenti due interconnessioni con la linea ad alta velocità: l'Interconnessione Piacenza Ovest, situata poco prima del ponte sul fiume Po e l'interconnessione Piacenza est, situata poco dopo la città.

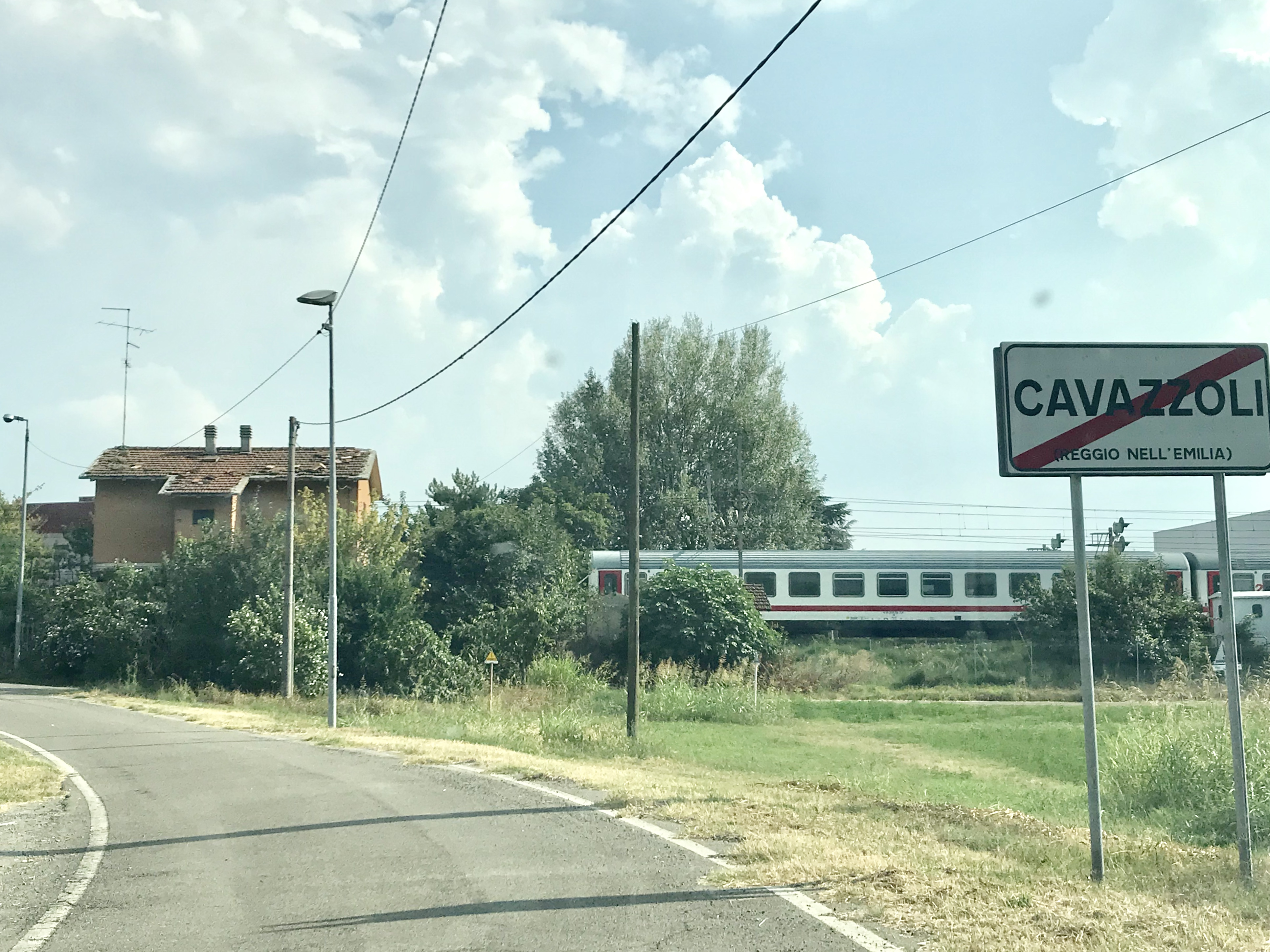
Intercity in transito a Cavazzoli, Reggio Emilia

Dopo Piacenza la ferrovia corre parallela alla Via Emilia attraversando Pontenure, Cadeo, Fiorenzuola d'Arda ed Alseno. Entrata in territorio parmigiano, a Fidenza si diramano le linee per Cremona, per Fornovo e il breve tronco per Salsomaggiore Terme, oltre che un'interconnessione con l'alta velocità. La stazione successiva, Castelguelfo è dotata di uno scalo merci, si arriva poi al capoluogo parmigiano da dove si diramano le linee per La Spezia, Brescia e Suzzara, ad est della città è presente un'ulteriore interconnessione con la linea ad alta velocità. Si entra poi nella provincia di Reggio Emilia nella quale sono situate le stazioni di Sant'Ilario d'Enza, Reggio Emilia, capolinea delle tre linee delle Ferrovie Reggiane, e Rubiera, oltre la quale si entra nel modenese dove, nella stazione del capoluogo, si diramano le linee per Mantova e Verona, e per Sassuolo.
Nel novembre 2014 è stata aperta alla circolazione la variante di tracciato tra Rubiera e Modena, lunga più di 8,5 km di cui quasi 2 all'interno di una galleria. Realizzato nel quadro dei lavori della AV/AC Milano-Bologna, il nuovo tracciato, posto più a nord del precedente, consente di evitare l'attraversamento della zona occidentale di Modena ed è collegato, tramite una bretella, con la linea per Verona. Sul nuovo tracciato è stata attivata la stazione di Marzaglia, dedicata esclusivamente alle merci. A Modena sono altresì presenti due interconnessioni con l'alta velocità, una ad ovest ed una ad est della città. Dopo Castelfranco Emilia la ferrovia entra nella città metropolitana di Bologna in cui sono presenti le stazioni di Samoggia ed Anzola dell'Emilia; nei pressi del bivio Lavino è presente l'ultima interconnessione con l'alta velocità, negli ultimi chilometri prima della stazione di Bologna Centrale, dove la linea termina, la ferrovia corre parallela alle linee per Verona e Pistoia.